# أماندا ستيوارت
أماندا ستيوارت (بالإنجليزية: Amanda Stewart)‏ هي مؤلفة وكاتِبة وشاعرة أسترالية، ولدت في 1959 في سيدني في أستراليا.